# Церковь Святого Панкратия (Оберхаузен)

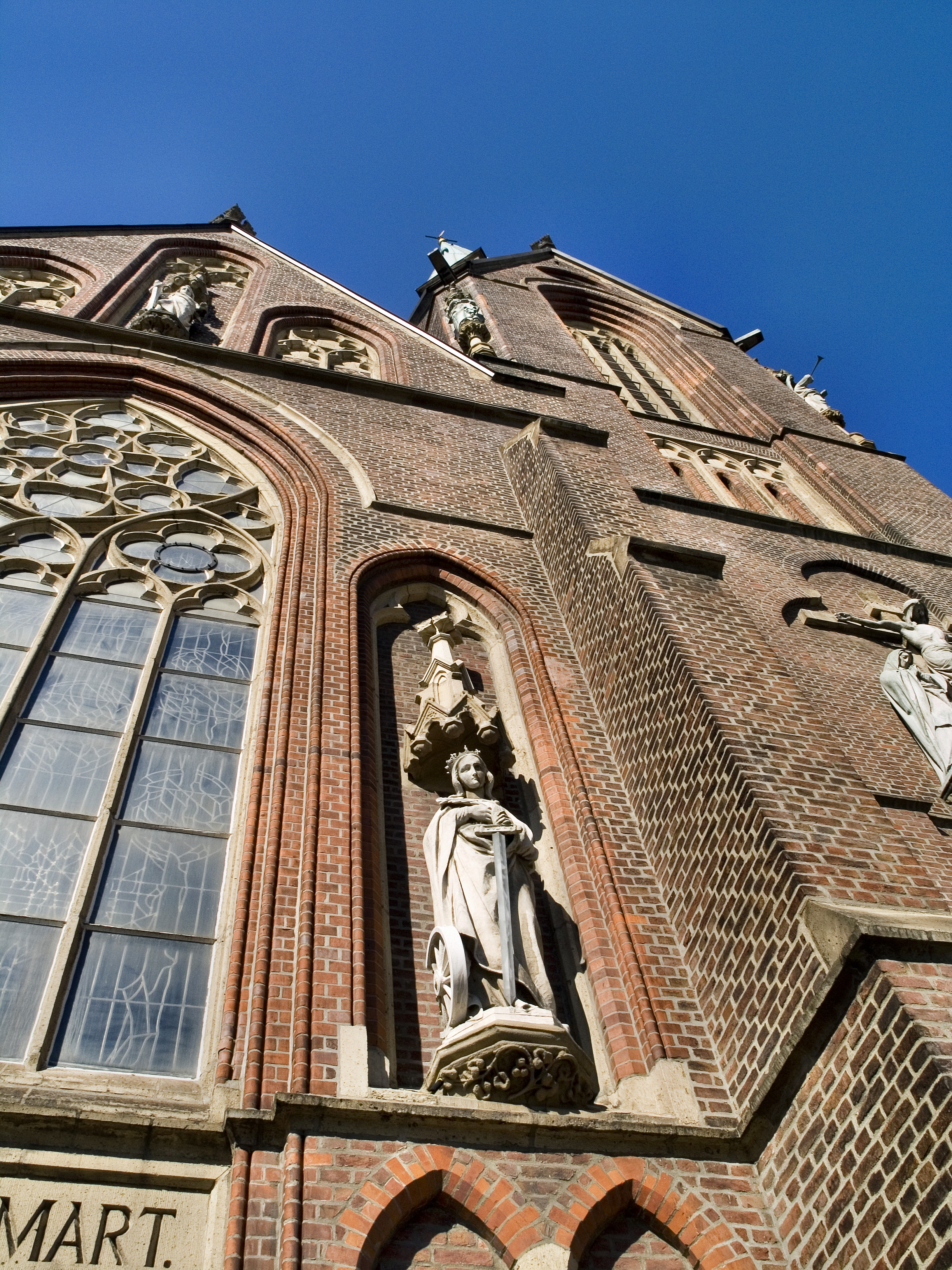
Фрагмент главного фасада

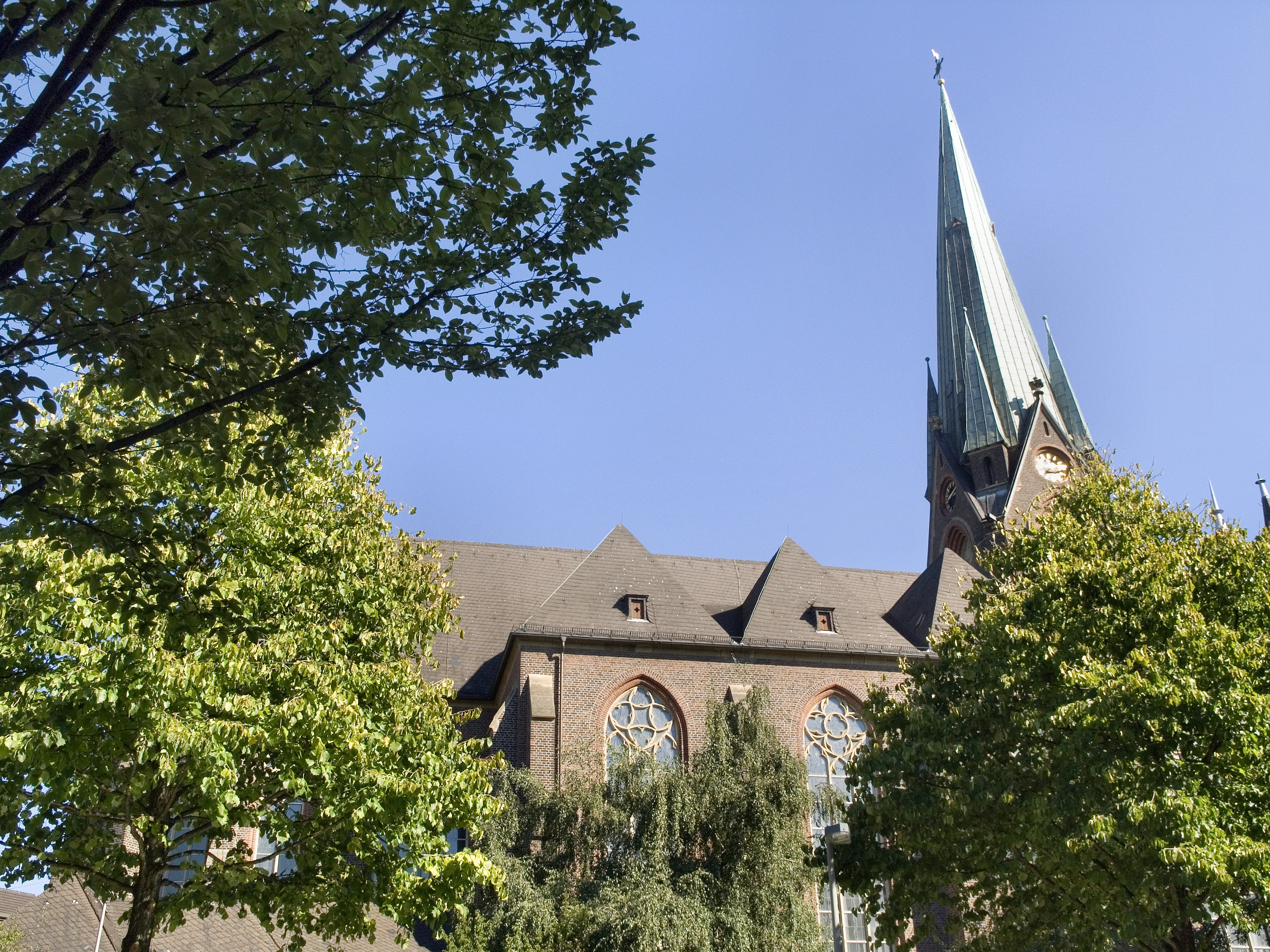
Вид на церковь с западной стороны

Церковь Святого Панкратия (нем.  St. Pankratius Kirche) — старейшая приходская католическая церковь в городе Оберхаузене (федеральная земля Северный Рейн — Вестфалия). Церковь находится на улице Bottroperstraße в городском районе Остерфельд. Церковь находится под охраной государства как архитектурный памятник.

Первое упоминание о церкви, освященной в честь Святого Панкратия Римского, относится к XII веку. Церковь находилась в подчинении Верденского аббатства. Именно вокруг церкви святого Панкратия стало формироваться поселение Остерфельд.

Современное здание церкви, построенное по проекту архитектора Хильгера Хертеля Младшего, было торжественно открыто и освящено в 1896 году. К приходу церкви Святого Панкратия принадлежат общины Святого Панкратия, Святой Марии Ротебуш и Святого Франциска.